# ローバー・シティローバー

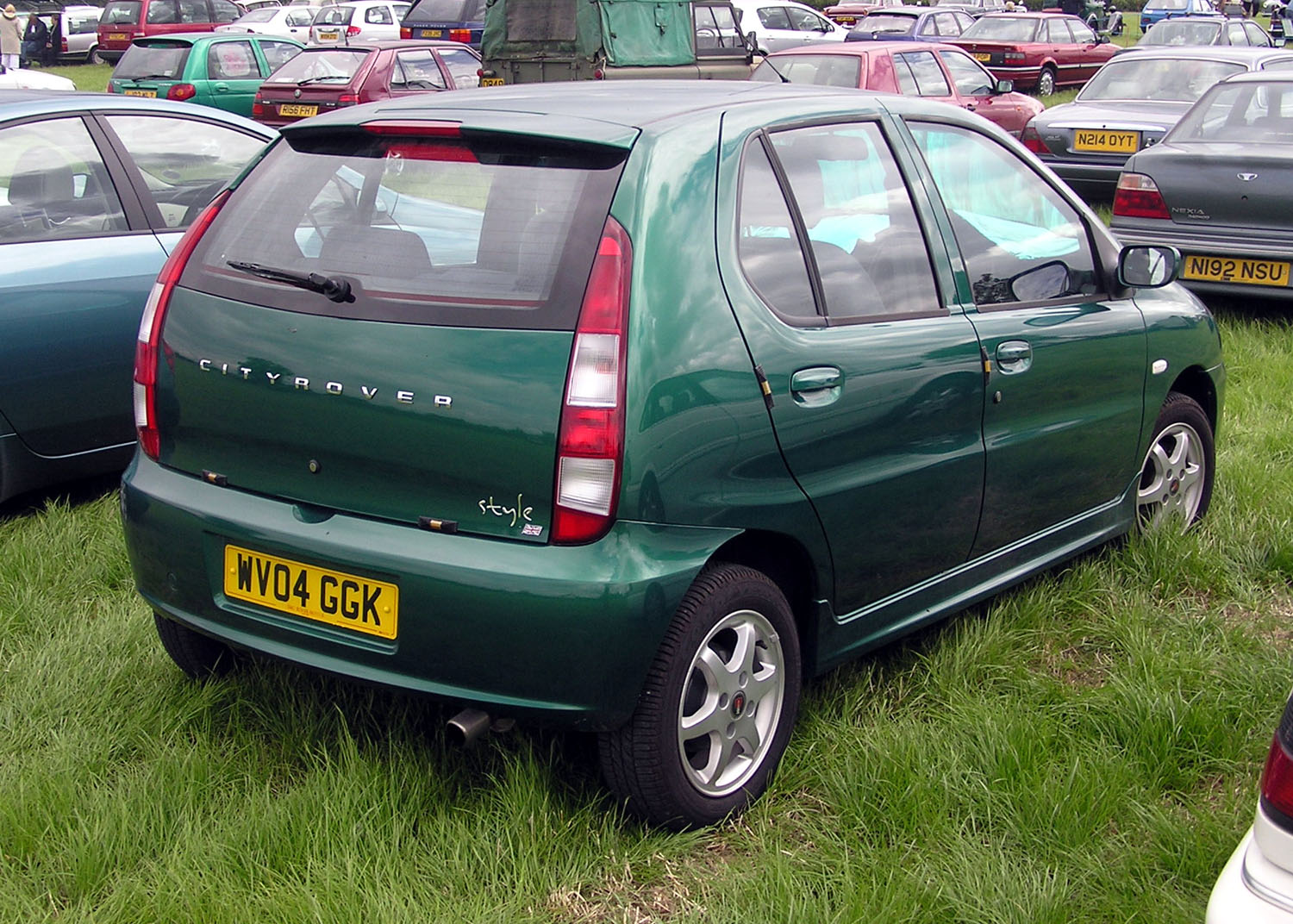
シティローバー後部

シティローバー（CityRover ）は、MGローバー・グループがイギリス国内で販売していた、ハッチバック型の小型乗用車である。
インドの自動車会社、タタ・モーターズの乗用車「インディカ」のOEM商品であり、ローバーブランド品としてチューニングされ、2003年秋に発売された。2005年4月、MGローバー・グループが倒産、法的管理下におかれたことによって、シティローバーの販売は終了した。

## 批判
シティローバーの維持費は高く、また、その販売価格は品質や性能で優るライバル車、例えばフィアット・パンダよりも高価であった。
MGローバー・グループ社のタタ・モーターズからの仕入れ価格は、1台あたり3,000ポンドであったが、MGローバー製のサスペンションやフロント・マスクが装備されていたとはいえ、ベースモデルでも7,000ポンドもしたその高い価格ゆえに、まったく消費者にアピールすることはできなかった。
シティローバーの販売台数は、その目標にまったく達せず、2005年モデルからは、装備が簡略化されたうえで値下げが行われた。
イギリスの『トップ・ギア』において、過去20年間で最悪の車13台中の1台に選ばれた。メディアからの批判にもかかわらず、2007年のヒマラヤでのエンデュランスラリー用の車両として使用され、 わずかな変更で、問題なく7000マイル（11000キロ）を走破している。